# Croton somalensis
Espèce
Classification APG III (2009)
Croton somalensis est une espèce de plantes à fleurs du genre Croton et de la famille des Euphorbiaceae, présente en Éthiopie, à Djibouti, en Somalie et au nord du Kenya.